# Austerbygd

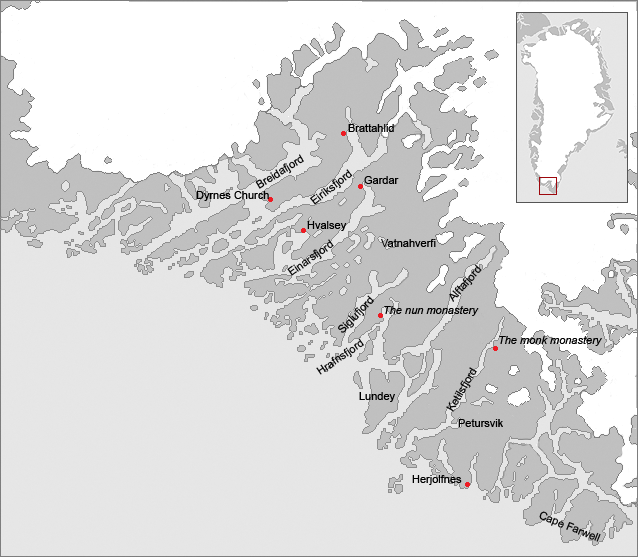
Karta

Austerbygd (svenska: Österbygd, gammelnorska: Eystribygð, isländska: Eystribyggð, också benämnt Austerbygda eller Østbygda) var ett av tre historiska bosättningsområden på Grönland, befolkade av invandrade islänningar. Bosättningen grundades av Erik Röde år 982, som kallade sin gård för Brattalid.
Austerbygd var den största, första och sista av de vikingabosättningarna som fanns på Grönland. Som mest fanns omkring 4 000 invånare i Austerbygd. Det sista omnämnandet är från 1408 då ett bröllop firades. Då hade det mer nordligt belägna Västerbygd varit övergivet i ungefär 50-100 år. Det är inte känt när bosättningen gick under, men den var övergiven på 1540-talet då ett tyskt fartyg passerade.
Austerbygd ligger vid de långa fjordarna Tunulliarfikfjorden eller Eiriksfjorden, Igaliku eller Einarsfjorden och Nordre Sermilikfjorden. Det har hittats ruiner av omkring 500 husklungor, inklusive 16 kyrkoruiner. Bland ruinerna märks Brattalid, Dyrnæs, Gardar, Hvalsey kyrka och Herjolfsnes.
Nordmännens ekonomi på Grönland baserades på djurhållning, framför allt får och nötkreatur, och fångst av säl. 1300-talets klimatförsämring ledde till behov av införsel av vinterfoder och minskade också sommarbetet.